# Elijah Kiprono Kemboi
Elijah Kiprono Kemboi (* 10. September 1984) ist ein kenianischer Marathonläufer.

## Werdegang
Beim Nairobi-Marathon kam er 2008 auf Rang 14 und 2009 auf Rang 21.
2011 gewann er den Antwerpen-Marathon und im Oktober den Košice-Marathon in persönlicher Bestzeit von 2:11:15 h. Im Jahr darauf wurde er Zehnter beim Barcelona-Marathon.
2013 wurde er in 2:10:03 h Dritter beim Mumbai Marathon und im Oktober wurde er Dritter beim Frankfurt-Marathon hinter Vincent Kipruto in persönlicher Bestzeit von 2:07:34 h.
Im April 2018 wurde er in Österreich Zweiter beim Linz Donau-Marathon, im September gewann er den Sydney-Marathon und im Dezember konnte der 33-Jährige in 2:15:18 h den Macau Marathon für sich entscheiden.